# Stade Rajamangala
Pour les articles homonymes, voir Rajamangala.
Le stade Rajamangala ou stade national Rajamangala (en thaï : ราชมังคลากีฬาสถาน ; Ratchamangkhalakilasathan) est un stade situé dans l'est de Bangkok (quartier de Bang Kapi), en Thaïlande. Il peut accueillir 49 749 personnes. Il a été inauguré à l'occasion des Jeux asiatiques de 1998.

## Histoire
Lors des inondations de 2011, de nombreuses personnes déplacées ont été abritées au stade Rajamangala.

## Événements
- Jeux asiatiques de 1998, 6 au 20 décembre 1998
- 2000 Thailand National Games
- Coupe d'Asie des nations de football féminin, 2003
- Coupe du monde de football féminin des moins de 19 ans 2004
- FA Premier League Asia Trophy 2005
- Coupe d'Asie des nations de football 2007
- Universiade d'été 2007
- King's Cup 2007, 22 au 29 décembre 2007
- Race of champions, 14 au 16 décembre 2012
- Concert de Lady Gaga dans le cadre de son Born This Way Ball Tour le 25 mai 2012 devant 41 478 spectateurs[1]
- Concert de BTS dans le cadre de leur tournée mondiale BTS World Tour Love Yourself le 6 et 7 avril 2019 devant 121 264 spectateurs

## Galerie

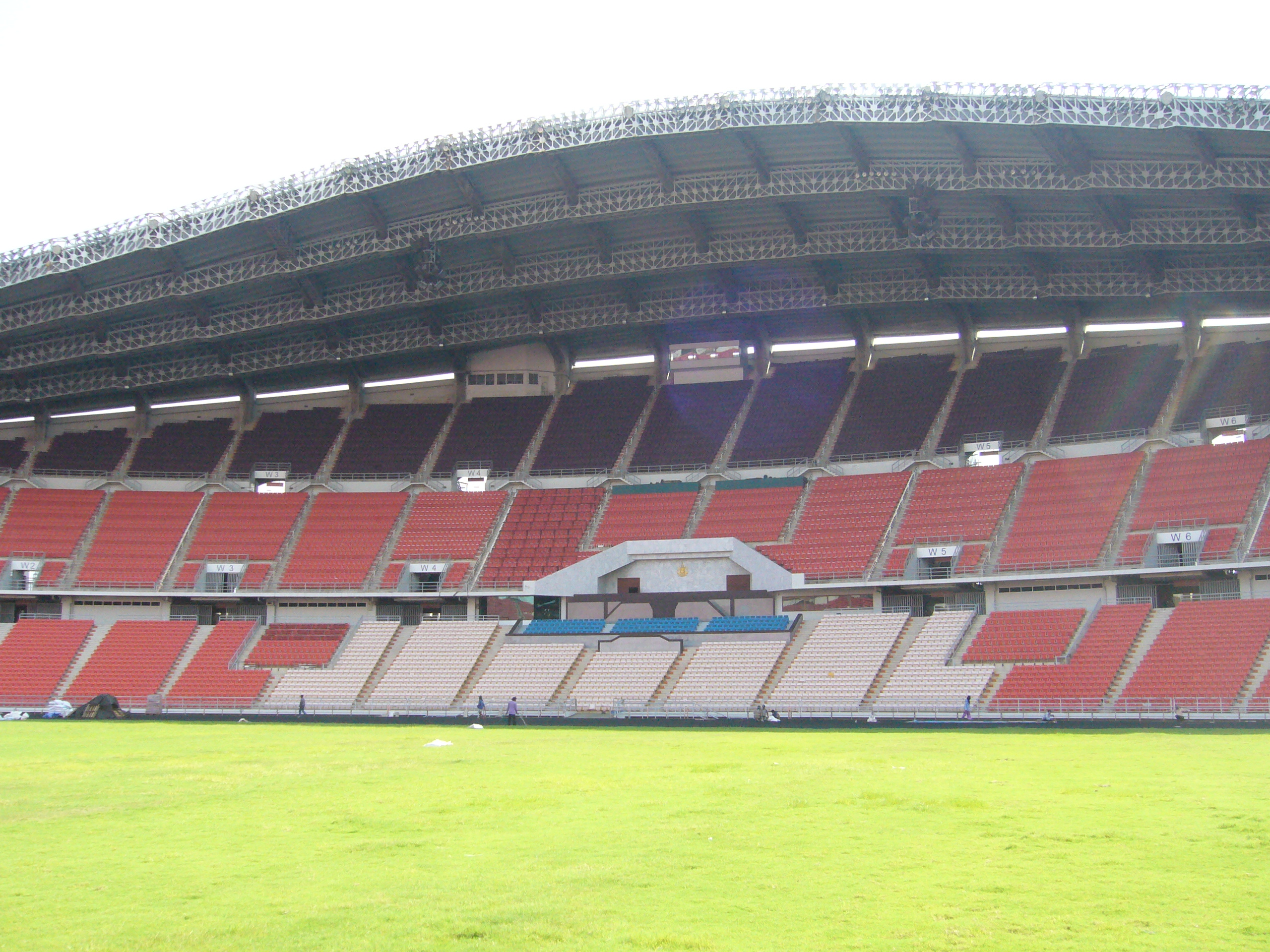
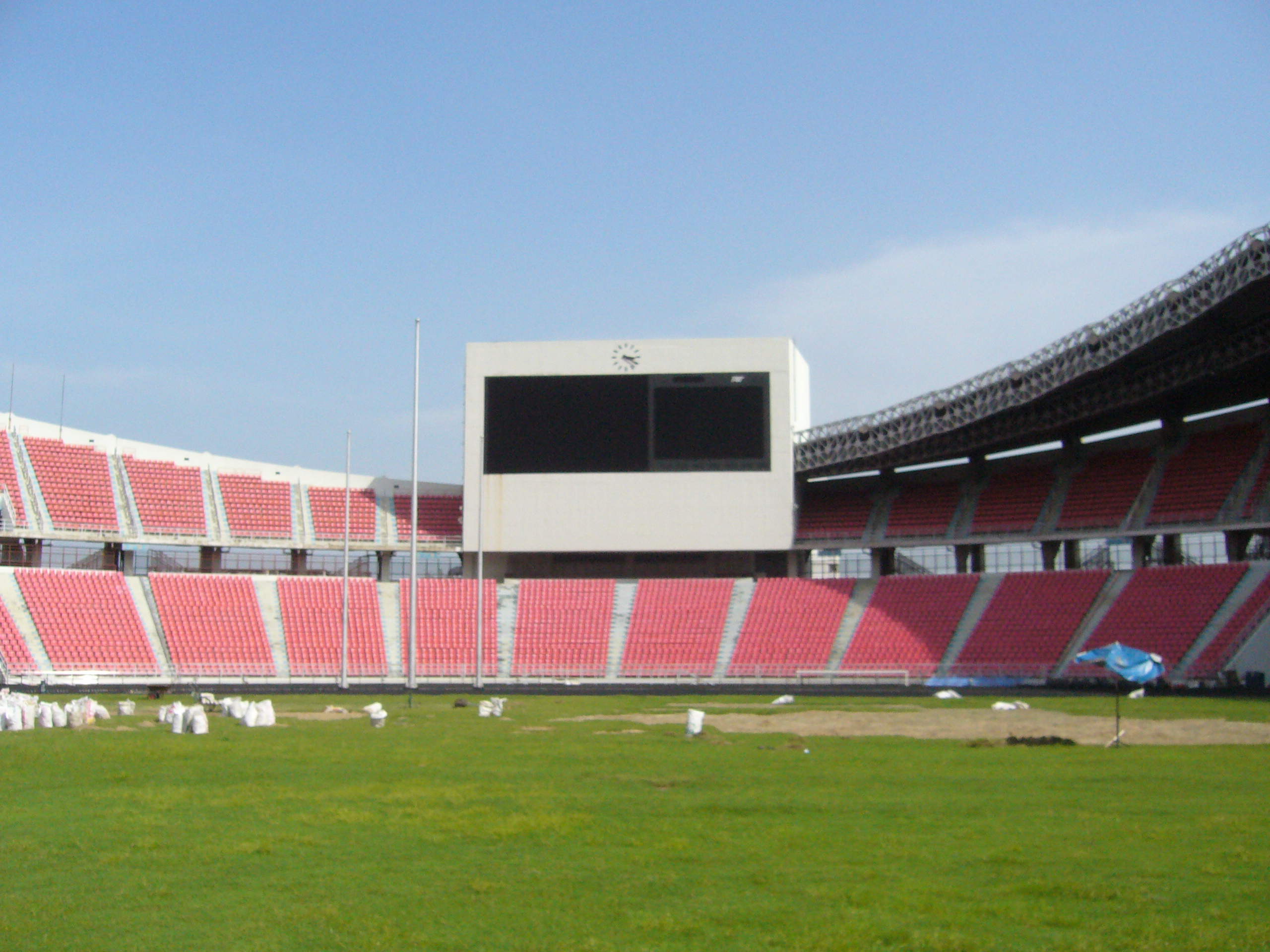
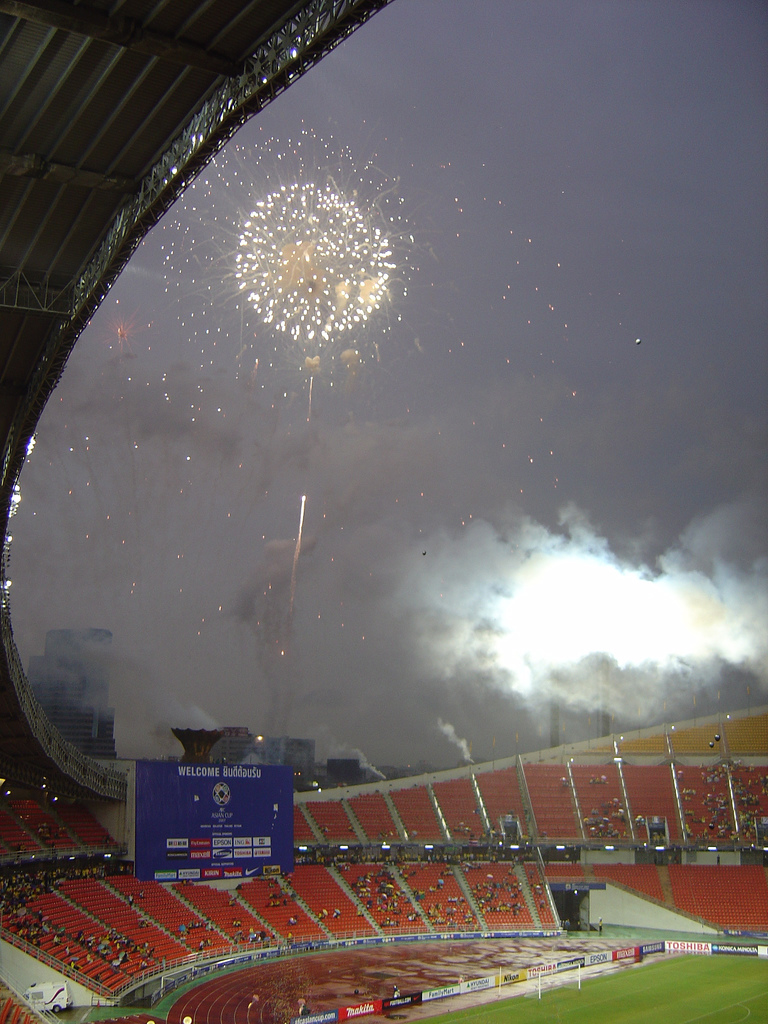
Cérémonie d'ouverture de la Coupe d'Asie des nations de football 2007